# 阿布鲁德
阿布鲁德是罗马尼亚阿尔巴县的一个镇，面积3.2平方公里，人口6,213人（2002年）。
46°16′26″N 23°03′00″E / 46.2739°N 23.05°E